# Chris Travis
Christopher Reginald Travis (ur. 2 grudnia 1993 w Memphis) – amerykański raper i producent muzyczny z Orange Mound, Memphis w stanie Tennessee, jeden z prekursorów phonku. Karierę rozpoczął w 2012 roku jako artysta solowy, a później został członkiem Raider Klan; kolektywu założonego przez SpaceGhostPurrpa, który opuścił w 2013 roku. Od tego czasu założył własną niezależną wytwórnię Water Boyz Entertainment. Jest też byłym członkiem Seshollowaterboyz, kolektywu z innymi amerykańskimi raperami; Bones, Xavierem Wulfem i Eddym Bakerem.

## Dyskografia

### Albumy studyjne
- Soundcloud V Files, Vol.1 (2018)

### EP
- Stay Pure (2013)
- After Effects (2014)
- Sea Beds (z Bones) (2014)
- Water Talk (z P2 the Gold Mask) (2014)
- No Trespassing (z Robb Banks) (2015)
- 8LVLS (2020)

### Mixtape
- Hell on Earth (2012)
- Pizza & Codeine (2012)
- 275 Greatest Hits Vol. 1 (z Raider Klan) (2012)
- Side Effects (2013)
- BRK Greatest Hits Vol. 2 (z Raider Klan) (2013)
- Hidden in the Mist (2013)
- Born in the Winter (2013)
- Gotham City (2014)
- Never Forget (2014)
- Silence of Me Eternally (2014)
- Go Home (2014)
- Live from the East (2015)
- See You There (2015)
- Art of Destruction (2015)
- The Ruined (2016)
- Shark Boy (2016)
- Forgive Me (2017)
- WATERSZN (2017)
- Water World (2018)
- Teenage Freak Show (2019)
- Tape of Terror (2019)
- WATERSZN 2 (2020)
- Venom (2021)
- 901 Fm (2022)

### Kompilacje
- Unreleased '13 (2013)